# Nagygoroszló
Nagygoroszló (románul Someș-Guruslău, korábban Tranișul, németül Gross-Grosslau): falu Romániában Szilágy megyében.

## Fekvése
Zilahtól 35 km-re északkeletre a Szamos jobb partján fekszik, Náprádhoz tartozik, melytől 6 km-re délre van.

## Története
1387-ben Gorislav néven említik először. 1601. augusztus 3-án itt szenvedett vereséget Báthory Zsigmond erdélyi fejedelem serege Basta és Mihály vajda egyesített seregétől. A fejedelem Moldvába menekült. 1910-ben 759, túlnyomórészt román lakosa volt, jelentős magyar kisebbséggel. A trianoni békeszerződésig Szilágy vármegye Zsibói járásához tartozott.